# 에네켄
에네켄(스페인어: henequen)은 용설란속에 속한 속씨식물의 일종이다. 멕시코 남부와 과테말라가 원산지이며, 이탈리아, 카나리아제도, 코스타리카, 쿠바, 히스파니올라, 케이맨제도, 소앤틸리스제도에 외래종으로서 정착했다.